# Ismaël Koudou
Ismaël Koudou (Ouagadougou, 27 settembre 1975) è un ex calciatore burkinabé, di ruolo attaccante.

## Caratteristiche tecniche
Veniva impiegato come punta centrale.

## Carriera

### Club
Ha giocato fino al 2002 nell'ASFA-Yennenga. Nel 2002 si è trasferito al WA Tlemcen. Nel 2004 è passato al Khitan. Nel 2005 è tornato all'ASFA-Yennenga. Nel 2007 è stato acquistato dall'Al-Jahra, con cui ha concluso la propria carriera nel 2008.

### Nazionale
Ha debuttato in Nazionale il 31 maggio 1997, nell'amichevole Burkina Faso-Mali (2-0), gara in cui ha siglato una rete. Ha messo a segno la sua prima doppietta con la maglia della Nazionale il 7 gennaio 1998, nell'amichevole Burkina Faso-Mozambico (4-2), siglando la rete del momentaneo 1-0 al minuto 55 e quella del momentaneo 2-0 al minuto 64. Ha partecipato, con la Nazionale, alla Coppa d'Africa 1998 e alla Coppa d'Africa 2000. Ha collezionato in totale, con la maglia della Nazionale, 22 presenze e sei reti.

## Statistiche

### Cronologia presenze e reti in nazionale
| Cronologia completa delle presenze e delle reti in nazionale ― Burkina Faso | Cronologia completa delle presenze e delle reti in nazionale ― Burkina Faso | Cronologia completa delle presenze e delle reti in nazionale ― Burkina Faso | Cronologia completa delle presenze e delle reti in nazionale ― Burkina Faso | Cronologia completa delle presenze e delle reti in nazionale ― Burkina Faso | Cronologia completa delle presenze e delle reti in nazionale ― Burkina Faso | Cronologia completa delle presenze e delle reti in nazionale ― Burkina Faso | Cronologia completa delle presenze e delle reti in nazionale ― Burkina Faso |
| Data                                                                        | Città                                                                       | In casa                                                                     | Risultato                                                                   | Ospiti                                                                      | Competizione                                                                | Reti                                                                        | Note                                                                        |
| --------------------------------------------------------------------------- | --------------------------------------------------------------------------- | --------------------------------------------------------------------------- | --------------------------------------------------------------------------- | --------------------------------------------------------------------------- | --------------------------------------------------------------------------- | --------------------------------------------------------------------------- | --------------------------------------------------------------------------- |
| 31-05-1997                                                                  | Bobo-Dioulasso                                                              | Burkina Faso                                                                | 2 – 0                                                                       | Mali                                                                        | Amichevole                                                                  | 1                                                                           | Gol                                                                         |
| 16-08-1997                                                                  | Bobo-Dioulasso                                                              | Burkina Faso                                                                | 2 – 4                                                                       | Kenya                                                                       | Qual. Mondiali 1998                                                         | -                                                                           | 3’                                                                          |
| 07-01-1998                                                                  | Ouagadougou                                                                 | Burkina Faso                                                                | 4 – 2                                                                       | Mozambico                                                                   | Amichevole                                                                  | 2                                                                           | 55’ 64’                                                                     |
| 07-02-1998                                                                  | Ouagadougou                                                                 | Burkina Faso                                                                | 0 – 1                                                                       | Camerun                                                                     | Coppa d'Africa 1998                                                         | -                                                                           | 69’                                                                         |
| 11-02-1998                                                                  | Ouagadougou                                                                 | Burkina Faso                                                                | 2 – 1                                                                       | Algeria                                                                     | Coppa d'Africa 1998                                                         | -                                                                           | 58’                                                                         |
| 15-02-1998                                                                  | Ouagadougou                                                                 | Burkina Faso                                                                | 1 – 0                                                                       | Guinea                                                                      | Coppa d'Africa 1998                                                         | -                                                                           | 67’                                                                         |
| 25-02-1998                                                                  | Ouagadougou                                                                 | Burkina Faso                                                                | 0 – 2                                                                       | Egitto                                                                      | Coppa d'Africa 1998                                                         | -                                                                           | 46’                                                                         |
| 04-10-1998                                                                  | Ouagadougou                                                                 | Burkina Faso                                                                | 0 – 0                                                                       | Nigeria                                                                     | Qual. Coppa d'Africa 2000                                                   | -                                                                           |                                                                             |
| 28-11-1999                                                                  | Libreville                                                                  | Gabon                                                                       | 3 – 2                                                                       | Burkina Faso                                                                | Amichevole                                                                  | 1                                                                           | 38’                                                                         |
| 29-12-1999                                                                  | Abidjan                                                                     | Costa d'Avorio                                                              | 3 – 1                                                                       | Burkina Faso                                                                | Amichevole                                                                  | 1                                                                           | 4’                                                                          |
| 25-01-2000                                                                  | Kano                                                                        | Burkina Faso                                                                | 1 – 3                                                                       | Senegal                                                                     | Coppa d'Africa 2000                                                         | -                                                                           | Ammonizione                                                                 |
| 29-01-2000                                                                  | Kano                                                                        | Zambia                                                                      | 1 – 1                                                                       | Burkina Faso                                                                | Coppa d'Africa 2000                                                         | -                                                                           |                                                                             |
| 01-02-2000                                                                  | Kano                                                                        | Egitto                                                                      | 4 – 2                                                                       | Burkina Faso                                                                | Coppa d'Africa 2000                                                         | 1                                                                           | 9’ 74’                                                                      |
| 09-04-2000                                                                  | Addis Abeba                                                                 | Etiopia                                                                     | 2 – 1                                                                       | Burkina Faso                                                                | Qual. Mondiali 2002                                                         | -                                                                           | 58’                                                                         |
| 23-04-2000                                                                  | Ouagadougou                                                                 | Burkina Faso                                                                | 3 – 0                                                                       | Etiopia                                                                     | Qual. Mondiali 2002                                                         | -                                                                           | 65’                                                                         |
| 09-07-2000                                                                  | Ouagadougou                                                                 | Burkina Faso                                                                | 2 – 3                                                                       | Guinea                                                                      | Qual. Mondiali 2002                                                         | -                                                                           | 76’                                                                         |
| 16-07-2000                                                                  | Ouagadougou                                                                 | Burkina Faso                                                                | 3 – 0                                                                       | Mauritania                                                                  | Qual. Coppa d'Africa 2002                                                   | -                                                                           | 57’                                                                         |
| 03-09-2000                                                                  | Algeri                                                                      | Algeria                                                                     | 1 – 1                                                                       | Burkina Faso                                                                | Qual. Coppa d'Africa 2002                                                   | -                                                                           | 77’                                                                         |
| 07-10-2000                                                                  | Ouagadougou                                                                 | Burkina Faso                                                                | 1 – 0                                                                       | Burundi                                                                     | Qual. Coppa d'Africa 2002                                                   | -                                                                           | 80’                                                                         |
| 27-01-2001                                                                  | Rustenburg                                                                  | Sudafrica                                                                   | 1 – 0                                                                       | Burkina Faso                                                                | Qual. Mondiali 2002                                                         | -                                                                           |                                                                             |
| 24-02-2001                                                                  | Bobo-Dioulasso                                                              | Burkina Faso                                                                | 1 – 2                                                                       | Zimbabwe                                                                    | Qual. Mondiali 2002                                                         | -                                                                           | 46’                                                                         |
| 16-10-2001                                                                  | Algeri                                                                      | Algeria                                                                     | 2 – 0                                                                       | Burkina Faso                                                                | Amichevole                                                                  | -                                                                           |                                                                             |
| Totale                                                                      |                                                                             | Presenze                                                                    | 22                                                                          |                                                                             | Reti                                                                        | 6                                                                           |                                                                             |

## Palmarès

### Club

#### Competizioni nazionali
- Campionato burkinabé di calcio: 4

ASFA-Yennenga: 1995, 1998-1999, 2002, 2005-2006
- Coppa del Burkina Faso: 1

ASFA-Yennenga: 1995